# Ciro Pollini
Ciro Pollini, född 27 januari 1782 i Alagna, död 1 februari 1833 i Verona, var en italiensk läkare och naturvetare.
Auktorsnamnet Pollini kan användas för Ciro Pollini i samband med ett vetenskapligt namn inom botaniken; se Wikipediaartiklar som länkar till auktorsnamnet.